# لوسي تيمرلن
لوسي تيمرلن (1964 - 1987) كانت شامبانزي يملكه معهد دراسات الرئيسيات بأوكلاهوما وقام بتربيتها الدكتور موريس ك. تيمرلن البروفيسور في جامعة أوكلاهوما، وزوجته جين و. تيمرلن.

## خلفية
قام تيمرلن وزوجته بتربية لوسي كما لو كانت ابنتهما، يعلمانها كيف تأكل باستخدام ادوات المائدة وان ترتدي ثيابها بمفردها، وان تتصفح المجلات، وان تجلس على مقعد على مائدة الطعام. تعلمت لغة الاشارة الأمريكية على يد روجر فوتس (المتخصص في القردة العليا) وقد تعلمت 140 إشارة. ظهرت في مجلة Life حيث اكتسبت شهرة لشربها الجن وتربيتها على القطط واستخدامها لمجلة بلاي جيرل واستخدامها المكنسة الكهربائية كوسيلة لوصولها لهزة الجماع. خلال هذه الفترة قدماها الزوجان تيمرلن لأول مرة إلى شامبانزي ذكر، لوسي اصابها الهلع ولم تتعامل معه مطلقا ولم تنجذب اليه جنسيا. كتب فوتس انه حينما كان يصل كل يوم إلى منزل لوسي في الثامنة والنصف صباحا كانت لوسي تستقبله بحضن، تحضر ابريق وتملأه بالماء وتحضر معه كوبان واكياس شاي وتقوم بتقديم الشاي.
حينما بلغت من العمر 12 عاما أصبحت لوسي قوية جدا وكان سلوكها مدمر في منزل تيمرلن. في النهاية تم نقلها إلى مركز إعادة تأهيل للشمبانزي في غامبيا ورافقتها خريجة جامعة أوكلاهوما للطب النفسي، الطالبة جينس كارتر. ظلت لوسي لاعوام غير قادرة على التعامل مع الاخرين من الشامبنزي بمركز إعادة التاهيل ولم تتناسل منهم مظهرة انجذاب جنسي فقط للرجال. أظهرت لوسي عدة علامات على الاكتئاب كرفضها لتناول الطعام وتعبيرها لكلمة ألم بواسطة لغة الإشارة. مكثت عائلة تيمرلن مع لوسي بضعة اسابيع فقط في غامبيا في حين بقت معها كارتر لسنوات مكرسة فترة طويلة من حياتها للوسي لتمكنها من التكيف مع الحياة البرية.
عادت كارتر للوسي بعد بضعة اعوام ببعض من حاجياتها. قامت لوسي مع مجموعة من الشامبنزي بتحيتها وقامت لوسي باحتضانها ثم غادرت مع الشامبنزي الاخرين دون أن تلتفت إلى الوراء. والذي فسرته كارتر على انه تكيف لوسي مع الحياة كشامبنزي. بعد مرور عام عادت كارتر لتجد هيكل لوسي العظمي وقد فصل الراس عن الجسم مع اختفاء اليدين دون وجود أي اثر للشعر أو الجلد مما جعل كارتر تستنتج ان لوسي تعرض لصيد غير قانوني. في حين ان العاملين غلى تأهيل لوسي بالمركز شككوا في هذا الفرض، لأن الهيكل كان في مراحل متقدمه من التحلل ولم تسمح هذه الحالة بتوفير دليل على انها تعرضت للاصطياد.

## ظهور قصتها بالإذاعة
في بداية عام 2010 كانت قصة حياة لوسي موضوع حلقة برنامج Radiolab على مدار ساعة باسم «برنامج Radiolab 702 - لوسي».. تم اذاعة مقتطفات من هذه الحلقة في حلقة 19 فبراير 2010 من برنامح The American Life الحلقة 401 «فح الأبوين». كان التركيز في البرنامجين على الضغط النفسي الذي تعرضت له لوسي طوال حياتها.

## لغة الإشارة
لوحظ ان لوسي تستخدم الكذب وهو سلوك اعتبر بشكل واسع سلوك إنساني فقط لانه دليل على الشعور بالذات. في هذه المحادثة بلغة الإشارة كان فوتس يسال لوسي عن براز على الأرض:

فوتس: ما هذا؟

لوسي: ما هذا؟

فوتس: أنت تعرفين. ما هذا؟

لوسي: قذارة قذارة.

فوتس: لمن هذه القذارة؟

لوسي: سو. (في إشارة إلى سو سافاج رومبوغ كانت طالبة خريجة لدى فوتس)

فوتس: ليست سو. لمن هذه؟

لوسي: روجر!

فوتس: لا! ليست لي. لمن؟

لوسي: قذارة قذارة لوسي. لوس اسفة.